# Gul dvärgciklid
Gul dvärgciklid (Apistogramma borellii) är en fiskart som först beskrevs av Regan, 1906.  Gul dvärgciklid ingår i släktet Apistogramma och familjen Cichlidae. Inga underarter finns listade i Catalogue of Life.